# Mauazinho

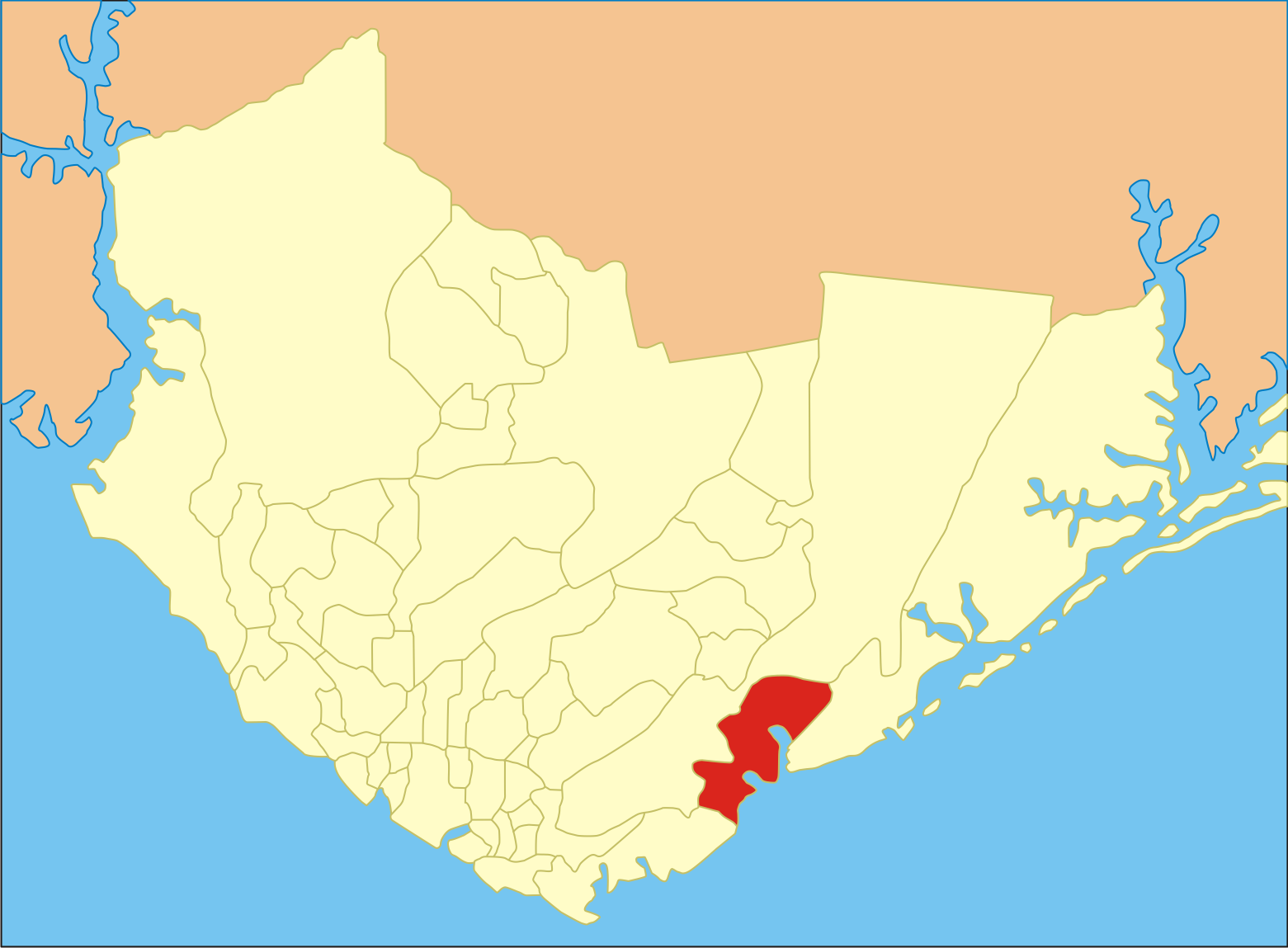
Localização do bairro Mauazinho em Manaus.

Mauazinho é um bairro do município brasileiro de Manaus, capital do estado do Amazonas. Localiza-se na Zona Leste da cidade. De acordo com o censo do Instituto Brasileiro de Geografia e Estatística (IBGE), sua população era de 23 560 habitantes em 2010.

## História
Surgiu em 1968, com a instalação completa da Zona Franca de Manaus. Além disso, em 1969
foi construída em Manaus o Porto da Ceasa, atual Mauazinho, dando origem a ocupação na região.
Possui uma das escolas mais antigas de Manaus. No total, possui 3 escolas municipais e uma única estadual (Berenice Martins).
Possui diversas linhas de ônibus que trafegam até o centro da cidade (705, 706, 711, 714 e 629).

## Dados do bairro
O bairro abrange uma área de 723.73 hectares.
- População: 23 560 habitantes.

## Transportes
Mauazinho é servido pela empresa de ônibus Grupo Eucatur Urbano.